# Olympia (Stadion)
Das Olympia ist ein Fußballstadion im Stadtteil Olympia der südschwedischen Stadt Helsingborg, Provinz Skåne län. Es wurde 1898 eröffnet und im Laufe der Zeit mehrmals umgebaut. Das Olympia ist das Heimatstadion des größten Helsingborger Fußballvereins, Helsingborgs IF. 1958 wurden im Olympia zwei Spiele der Fußball-Weltmeisterschaft ausgetragen. Zudem fanden hier sieben Spiele der Fußball-Weltmeisterschaft der Frauen 1995 statt.
Vor dem Stadion wurde zu Ehren des ehemaligen Torhüters des Helsingborgs IF und der schwedischen Nationalelf Kalle Svensson eine Statue aufgestellt.

## Fakten

Das Olympia im Jahr 1903

- Die Publikumskapazität liegt zwischen 16.673 und 17.200 Menschen je nach Nutzung. Das Stadion hat 9.673 Sitzplätze.
- Der bisherige Publikumsrekord liegt bei 26.154 Zuschauern beim Spiel Helsingborgs IF – Malmö FF am 14. Mai 1954 bzw. bei 17.275 Zuschauern (Helsingborgs IF – IFK Göteborg) im Jahre 1993 nach Umbau.
- Das Spielfeld hat eine Größe von 105 × 68 Metern.
- Derzeit befindet sich das Stadion in einer großen Umbauphase, um den UEFA-Regeln und schwedischen Fußballstandards gerecht zu werden.